# Логиновы
 Логиновы  — деревня в Котельничском районе Кировской области в составе Макарьевского сельского поселения.

## География
Располагается на расстоянии примерно 1 км по прямой на юг от центра поселения села Макарье.

## История
Известна с 1710 года как починок Козаковский с 2 дворами, в 1764 году 483 жителя. В 1873 здесь (починок Осинской или Оса) дворов 19 и жителей 171, в 1905 (уже деревня Осинское или Оса) 25 и 216, в 1926 45 и 228, в 1950 34 и 116, в 1989 проживало 209 человек. Настоящее название утвердилось с 1939 года. До середины 1990 годов  являлась центральной усадьбой совхоза "Свердловский".

## Население
Постоянное население  составляло 3 человека (русские 100%) в 2002 году, 1 в 2010.